# (199) Byblis
(199) Byblis – planetoida z grupy pasa głównego asteroid okrążająca Słońce w ciągu 5 lat i 245 dni w średniej odległości 3,18 j.a. Została odkryta 9 lipca 1879 roku w Clinton położonym w hrabstwie Oneida w stanie Nowy Jork przez Christiana Petersa. Nazwa planetoidy pochodzi od Byblis, córki Miletosa i Ejdotei w mitologii greckiej.